# Málaga Club de Fútbol
O Málaga Club de Fútbol é um clube espanhol de futebol da cidade de Málaga. Disputa a Segunda Divisão Espanhola.
Os melhores momentos do Málaga foram nas temporadas 1949/50, 1971/72, 1972/73, 1973/74, 1983/84 e 2002/03, ano em que, após vencer a Copa Intertoto, disputou a Copa da UEFA, e, especialmente, as temporadas 2011/12 e 2012/13, essa última quando obteve vaga para disputar pela primeira vez a UEFA Champions League, atingindo as quartas de finais.
Em maio de 2023, o Málaga caiu para a terceira divisão pela primeira vez desde 1998.

## Estádio
O estádio do Málaga CF está localizado no Paseo de Martiricos, na margem direita do rio Guadalmedina. Foi inaugurado em 1941, e reformado para a Copa do Mundo de 1982. Durante este período, o estádio atingiu capacidade para 45.000 espectadores.
No ano 2000, começaram as profundas obras de modernização que duraram até 2006, com a completa demolição e reconstrução das arquibancadas. A remodelação foi inaugurada no dia 14 de setembro de 2006, com a partida envolvendo Málaga CF vs Nacional (URU), correspondente à edição XXIV do Troféu Costa del Sol. As arquibancadas e a Tribuna foram cobertas, enquanto as arquibancadas inferiores e atrás das metas sofreram melhorias nos acessos e assentos. A capacidade atual de La Rosaleda é para 30.044 espectadores.

## Elenco
- Atualizado em 8 de dezembro de 2024.[5]

Legenda
- : Capitão

## Títulos
| CONTINENTAIS | CONTINENTAIS                     | CONTINENTAIS | CONTINENTAIS                                          |
|              | Competição                       | Títulos      | Temporadas                                            |
|              | Copa Intertoto da UEFA           | 1            | 2002                                                  |
| NACIONAIS    | NACIONAIS                        | NACIONAIS    | NACIONAIS                                             |
|              | Competição                       | Títulos      | Temporadas                                            |
|              | Copa Presidente FEF              | 1            | 1940                                                  |
| semmdolura   | Campeonato Espanhol - 2ª Divisão | 4            | 1951-52, 1966-67, 1987-88 e 1998-99                   |
| semmdolura   | Campeonato Espanhol - 3ª Divisão | 1            | 1997-98                                               |
| semmdolura   | Campeonato Espanhol - 4ª Divisão | 6            | 1932-33, 1943-44, 1959-60, 1963-64, 1992-93 e 1994-95 |
| TOTAL        | TOTAL                            | TOTAL        | TOTAL                                                 |
|              | Conquistas                       | Títulos      | Categorias                                            |
|              | Títulos oficiais                 | 13           | 1 Continental e 12 Nacionais                          |
| ------------ | -------------------------------- | ------------ | ----------------------------------------------------- |

### Torneios amistosos

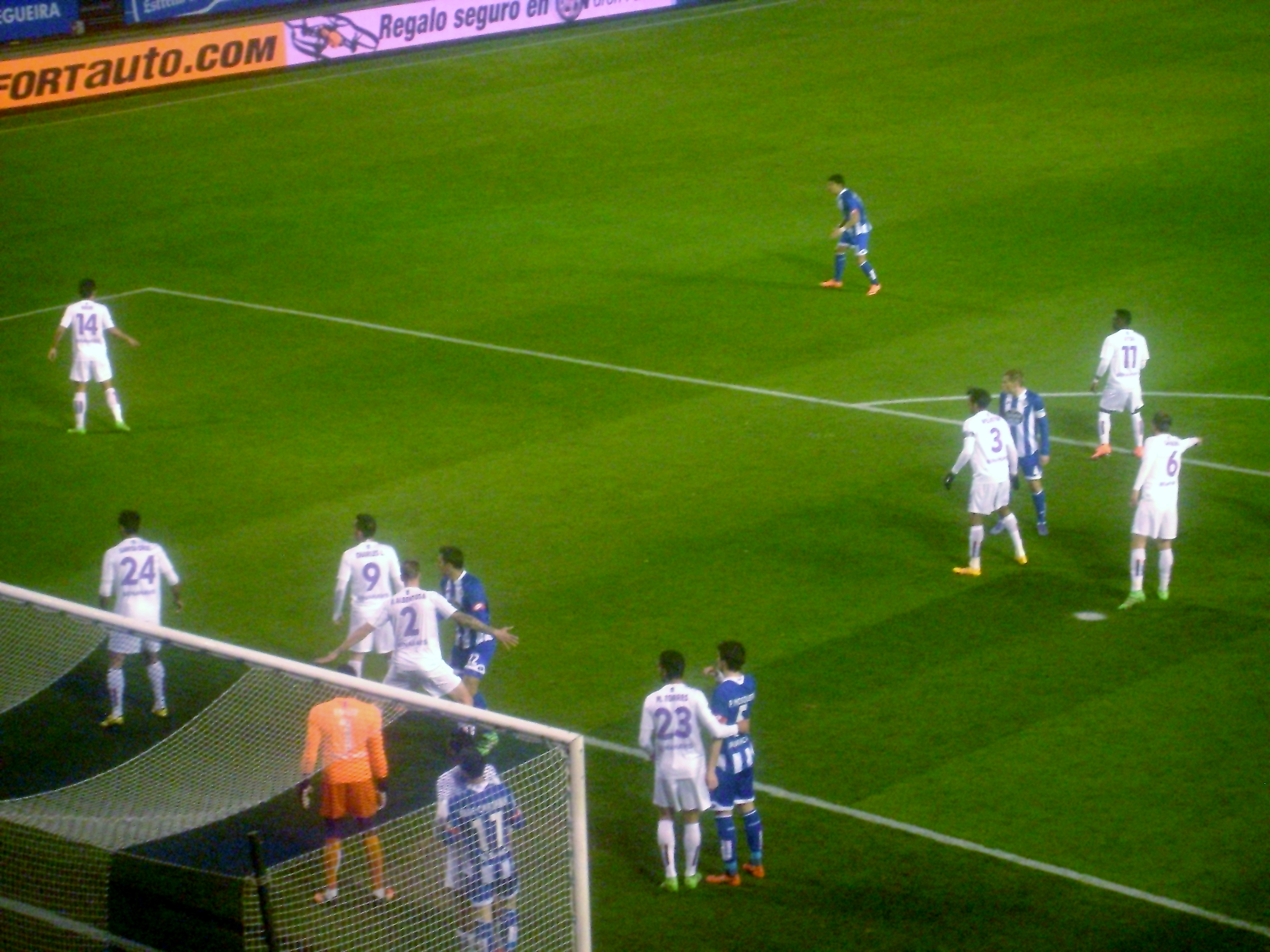
Deportivo de La Coruña x Málaga CF

Torneio da Costa do Sol: 10
(1963, 1971, 1974, 2005, 2008, 2010, 2011, 2012, 2015, 2016)
Troféu Ramón de Carranza: 1
(2016)
Troféu Cidade de Marbella: 8
(1975, 1978, 1982, 1983, 1988, 1991, 2006, 2007)
Troféu Los Cármenes: 4
(1979, 1984, 1991, 2005)
Troféu del Olivo: 2
(2002, 2011)
Troféu de La Vendímia: 2
(1965, 2011)
Troféu Cidade de Línea: 1
(1976)

## Temporadas recentes
| Temporada | Divisão | Pos. | Copa del Rey |
| --------- | ------- | ---- | ------------ |
| 1994/95   | 3ª      | 1º   | 1ª Ronda     |
| 1995/96   | 2ªB     | 5º   | 1ª Ronda     |
| 1996/97   | 2ªB     | 5º   | 2ª Ronda     |
| 1997/98   | 2ªB     | 1º   |              |
| 1998/99   | 2ª      | 1º   | 3ª Ronda     |
| 1999/00   | 1ª      | 12º  | 2ª Ronda     |
| 2000/01   | 1ª      | 8º   | 2ª Ronda     |
| 2001/02   | 1ª      | 10º  | 16-avos      |
| 2002/03   | 1ª      | 13º  | 16-avos      |
| 2003/04   | 1ª      | 10º  | oitavos      |
| 2004/05   | 1ª      | 10º  | 16-avos      |
| 2005/06   | 1ª      | 20º  | 3ª Ronda     |
| 2006/07   | 2ª      | 15º  | oitavos      |
| 2007/08   | 2ª      | 2º   | 16-avos      |
| 2008/09   | 1ª      | 8º   | 16-avos      |
| 2009/10   | 1ª      | 17º  | oitavos      |

| Temporada | Divisão | Pos. | Copa del Rey     |
| --------- | ------- | ---- | ---------------- |
| 2010/11   | 1ª      | 11º  | oitavos          |
| 2011/12   | 1ª      | 4º   | oitavos          |
| 2012/13   | 1ª      | 6º   | Quartos de final |
| 2013/14   | 1ª      | 11º  | 16-avos          |
| 2014/15   | 1ª      | 9º   | quartos de final |
| 2015/16   | 1ª      | 8º   | 16-avos          |
| 2016/17   | 1ª      | 11º  | 16-avos          |
| 2017/18   | 1ª      | 20º  | 16-avos          |
| 2018/19   | 2ª      | 3º   | 2ª ronda         |
| 2019/20   | 2ª      | 14º  | 1ª ronda         |
| 2020/21   | 2ª      | 12º  | 32 avos          |
| 2021/22   | 2ª      | 18º  | 2ª ronda         |
| 2022/23   | 2ª      | 20º  | 2ª ronda         |
| 2023/24   | 3ª      | 3º   | 32 avos          |
| 2024/25   | 2ª      |      | 1ª ronda         |

## Uniformes

### Uniforme dos jogadores
- 1º - Camisa com listras celeste e branca, calção e meias azuis;
- 2º - Camisa preta, calção e meias pretas;
- 3º - Camisa branca, calção e meias brancas.

| Primeiro uniforme | Segundo uniforme | Terceiro uniforme |

### Uniformes dos goleiros
- Camisa cinza, calção e meias cinzas;
- Camisa verde, calção e meias verdes;
- Camisa vermelha, calção e meias vermelhas;

| Cores do Time · Cores do Time · Cores do Time · Cores do Time · Cores do Time | Cores do Time · Cores do Time · Cores do Time · Cores do Time · Cores do Time | Cores do Time · Cores do Time · Cores do Time · Cores do Time · Cores do Time |  |

### Uniformes anteriores
- 2017-18

| Primeiro | Segundo | Terceiro |  |

- 2016-17

| Primeiro | Segundo | Terceiro |  |

- 2015-16

| Primeiro | Segundo | Terceiro |  |

- 2014-15

| Primeiro | Segundo | Terceiro |  |

- 2013-14

| Primeiro | Segundo | Terceiro |  |

- 2012-13

| Primeiro | Segundo | Terceiro |  |

- 2011-12

| Primeiro | Segundo | Terceiro |

- 2010-11

| Primeiro | Segundo | Terceiro |

- 2009-10

| Primeiro | Segundo |